# Michael Joseph Quin
Michael Joseph Quin fue un escritor e hispanófilo irlandés, autor de un libro de viajes por España, traductor de una biografía de Fernando VII y fundador de la Dublin Review. 

## Biografía
Era el tercer hijo de Morty Quin, un destilador. En 1811, aunque católico, ingresó en el Trinity College de Dublín como "pensionista", algo que se permitía desde fines del siglo XVIII. Al llegar a Londres se afilió al Colegio de Abogados de Lincoln (1818), uno de los cuatro de la capital, y mientras esperaba pasar las prácticas se dedicó al periodismo en el Morning Herald, destacando por una serie de narraciones sobre sus experiencias en España, a la que viajó a fines de 1822 y durante los primeros cuatro meses de 1823, en la época de la caída del Trienio liberal (1820-1823); los reunió luego en forma de libro con el título de A Visit to Spain, Londres, 1823.
En 1823, mientras aún estaba en Madrid, tuvo noticias de que el Gobierno se iba a trasladar a Sevilla y el Rey partiría inmediatamente. Quin decidió emprender viaje también para poder observar cuanto pudiera; tardó cuatro días entre Madrid y Sevilla y, al ir acercándose a Sierra Morena, se apercibió de lo arriesgado de la aventura puesto que ésta era guarida de los más fieros bandoleros.
Narró cómo a primeras horas de la mañana llegaron a La Carolina, población que describe con detalle, anotando que cerca de Bailén el paisaje perdía belleza e interés. Cruzaron el Río de las Piedras por un estrecho puente y finalmente llegaron a Andújar, situada en una de las márgenes del río Guadalquivir, donde describió la estafa de que fue víctima el administrador de la oficina de la diligencia. Entre 1825 y 1832, Quin fue el editor de Monthly Review, pero también escribió muchos artículos para el Morning Chronicle durante este período. El semanario The Catholic Journal apenas duró un año. Pero se le recuerda sobre todo como uno de los principales promotores y fundadores de la Dublin Review.
Tradujo también del español y publicó en 1824 una biografía de Fernando VII.º atribuida a José Joaquín de Mora, pero publicada sin nombre de autor, que fue de inmediato vertida al francés el mismo año y al español en 1840, y una biografía de Agustín de Iturbide. Luego publicó diversos libros de viajes fluviales por Europa, primero por el Danubio y luego por el Sena, el Mosela y el Rin, que tuvieron éxito y fueron traducidos a diversas lenguas. Él mismo tradujo del francés la narración del viaje de Léon de Laborde (hijo del famoso viajero Alexandre de Laborde) a Petra. También publicó alguna novela (Nourmahal, an Oriental Romance, 1838) y obras jurídicas y polémicas.

## Obras
- 1823: A Visit to Spain; Detailing the Transactions which Occurred during a Residence in that Country, in the Latter Part of 1822, and the First Four Months of 1823. With an Account of the Removal of the Court from Madrid to Seville; and General Notices of the Manners, Customs, Costume, and Music of the Country. London: Hurst, Robinson, and Co. (BibliotecaVirtualAndalucía) (archive)
  - "2.ª ed. 1824: A Visit to Spain; Detailing the Transactions which Occurred during a Residence in that Country, in the Latter Part of 1822, and the First Four Months of 1823. With General Notices of the Manners, Customs, Costume, and Music of the Country. Second Edition. London: Hurst, Robinson, and Co. (Google)
  - Traducción al alemán 1824: M.J. Quin's Besuch in Spanien in den Jahren 1822 und 1823. Aus dem Englischen von Georg Lotz. Braunschweig: G.C.E. Meyer (Google)
- 1824: Memoirs of Ferdinand VII. King of the Spains. By Don ***** , Advocate of the Spanish Tribunals. Translated from the Original Spanish Manuscript. London: Hurst, Robinson, and Co. (Google)
  - Traducción al francés 1824: Mémoires historiques sur Ferdinand VII, Roi des Espagnes, et sur les événemens de son règne (…). Üb. M.G.H. Paris: P. Mongie Aîné (Google)
  - Traducción al español 1840: Memorias historicas sobre Fernando VII, Rey de España, publicadas en ingles y en frances por Michael J. Quin: Síguense el Ecsámen crítico de la revolucion de España de 1820 á 1823, y España en el siglo diez y nueve, por Mr. Luis de Carné. Trad. de D. Joaquin García Jiménez. 3 tomos. Valencia: Gimeno (Google: tomo I, único publicado)
- 1824: A Statement of Some of the Principal Events in the Public Life of Don Agustin de Iturbide, Written by Himself. With a Preface by the Translator, and an Appendix of Documents. London: John Murray (Google)
  - Traducción francesa 1824: Mémoires autographes de Don Augustin Iturbide, ex-Empereur du Mexique (…). Por J. T. Parisot. Paris: Bossange Frères (Google)
- 1833: The Trade of Banking in England; Embracing the Substance of the Evidence taken before the Street Committee of the House of Commons (…). London: Butterworth (Google)
- 1834: A Pamphlet on the Proposed Abolition of Local Probate Courts
- 1834: An Examination of the Grounds upon which the Ecclesiastical and Real Property Commissioners and a Committee of the House of Commons, have Proposed the abolition of the Local Courts of Testamentary Jurisdiction, Second Edition. London: J. Ridgway (Google)
- 1835: A Steam Voyage Down the Danube: With Sketches of Hungary, Wallachia, Servia, Turkey, &c. London: Richard Bentley
  - Segunda edición (Revised and Corrected): 2 vols. London: Richard Bentley (archive: Band I – Band II)
  - Segunda edición 1836 (Paris): A Steam Voyage Down the Danube. With Sketches of Hungary, Wallachia, Servia, Turkey, etc. Third Edition. With Additions. Paris: A. and W. Galignani and Co. (Google)
  - Tercera edición 1836 (London): A Steam Voyage Down the Danube. With Sketches of Hungary, Wallachia, Servia, Turkey, &c. Third Edition, with Additions. 2 vols: London: Richard Bentley (Google: Band I – Band II) (archivo Farbscan: vol. I – vol. II)
  - Edición americana de la tercera 1836: A Steam Voyage Down the Danube, with Sketches of Hungary, Wallachia, Servia, Turkey, &c. First American, from the Third London Edition. New York: Theodore Foster (Google) (archive Farbscan)
  - Trad. alemana 1836: Dampfbootfahrt auf der Donau und Skizzen aus Oesterreich, Ungarn, der Wallachei, Serbien, der Türkei, Griechenland etc. Aus dem Englischen. 2 vols. Leipzig: Literarisches Museum
  - Trad. francesa 1836: Voyage sur le Danube, de Pest à Routchouk [!], par navire à vapeur, et notices sur la Hongrie, de la Valaquie, de la Servie, de la Turquie et de la Grèce. Por J.-B. Eyriès. 2 vols. Paris: Arthus Bertrand (Google: tomo I – tomo II)
- 1838: Nourmahal, an Oriental Romance. 3 vols. London: Henry Colburn (Google: vol. I – vol. II – vol. III)
- 1839: A Letter to the House of Commons, on Railways in Ireland. London: Ridgway (Google)
- 1839: Translation of Laborde's Petra. London
- 1843: Steam Voyages on the Seine, the Moselle, & the Rhine; With Railroad Visits to the Principal Cities of Belgium, &c. &c. 2 vols. London: Henry Colburn (Google: vol. I – vol. II)
- 1843 (póstumo): Steam Voyages on the Moselle, the Elbe, and the Lakes of Italy; Together with Notices of Thuringia and Saxon Switzerland. 2 vols.